# Bible Black
Bible Black (バイブルブラック Baiburuburakku?) este un eroge creat de ActiveSoft în 2000, ce a fost adaptat într-un hentai de către Milky Studio. Adaptarea originală a jocului era denumită La Noche de Walpurgis (Noaptea Valpurgiei) în engleză (și Bible Black (バイブルブラック Baiburuburakku?) în Japoneză), și conținea 6 episoade.  În plus, sunt și două episoade prequel (Origin în SUA, Sidestory în Japonia) și două episoade "ONLY". O continuare, intitulată La Lanza de Longinus (Lancea lui Longinus) a fost produsă de Studio-ul Milky, conținând 6 episoade. Jocul și ambele sezoane ale anime-ului au fost traduse și lansate în S.U.A. de către Kitty Media.
Întreaga serie conține scene frecvente de sex sau horror, iar povestea se desfășoară într-un liceu zvonit că ar fi fost baza de operațiuni a unui grup de vrajitoare, cu mulți ani înainte de povestea actuală. "Clubul de vrăjitorie" neoficial al școlii, după cum sunt cunoscuți, practică magie neagră în subsolul subteran, ascuns, din interiorul institutului. Profesori, studenți, și staff-ul practicând arte oculte cuprinzând incantații, sex și sacrificii umane sunt o temă des utilizată în toate versiunile lui Bible Black.